# Antíoco de Mesenia
Antíoco fue un rey de Mesenia durante el siglo VIII a. C. Se le considera hijo y sucesor del rey Fintas, si bien este podría considerarse un personaje más mitológico que histórico. Por medio de él Antíoco era tenido como descendiente de la diosa Afrodita y de Faetón, como el resto de la casa real mesenia y arcadia, con la que estaban emparentados.
Al morir su padre, compartió el trono con su hermano Androcles, pero en el 756 a. C.[cita requerida], tras una disputa con su hermano, los partidarios de unos y de otros llegaron a las armas y Androcles murió en el enfrentamiento, dejando a Antíoco como único soberano. Sin embargo, su propia muerte le sobrevino poco después, pasando el trono a su hijo Eufaes en una situación de tenso conflicto con la vecina Lacedemonia, que ambicionaba las riquezas mesenias y que aún no había vengado la muerte de su rey Téleclo a manos mesenias unos años antes.
| Predecesor: Fintas | Reyes de Mesenia | Sucesor: Eufaes |